# Библиотека современных философов
Библиотека современных философов (англ. Library of Living Philosophers) — серия книг, начатая Артуром Шлиппом в 1939 году. До 1981 года редактором серии был сам Шлипп, с 1981 по 2001 год — Льюис Эдвин, с 2001 года и по настоящее время — Рэндал Окслер. Каждый том библиотеки посвящён одному живому на момент издания современному философу и содержит кроме «интеллектуальной автобиографии» полную библиографию, а также сборник критических и литературоведческих статей, посвящённых заглавному персонажу с его ответами и замечаниями на эти статьи.
Серия задумывалась как средство, позволявшее современным философам при жизни ответить на критические замечания и их адрес и высказать своё отношение к истолкованию их идей другими авторами, позволяя избежать продолжительных посмертных дискуссий о том, что философ «в действительности имел в виду» в том или ином своём произведении. Хотя успех серии в этом направлении находится под вопросом (в конце концов, ответ философа на критику сам может оказаться объектом посмертной интерпретации), серия стала ценным философским ресурсом.
С 1939 по 1949 год серия издавалась Северо-западным университетом, с 1952 по 1956 год — издательской компанией Tudor Publishing Co., с 1956 года — издательской компанией Open Court Publishing Company. Права на серию принадлежат Университету Южного Иллинойса.
Книги библиотеки посвящены следующим личностям:
- Дьюи, Джон (1939);
- Сантаяна, Джордж (1940);
- Уайтхед, Альфред Норт (1941);
- Мур, Джордж Эдвард (1942);
- Рассел, Бертран (1944);
- Кассирер, Эрнст (1949);
- Эйнштейн, Альберт (1949);
- Радхакришнан, Сарвепалли (1952);
- Ясперс, Карл Теодор (1957);
- Броад, Чарлз Дунбар[англ.] (1959);
- Карнап, Рудольф (1963);
- Бубер, Мартин (1967);
- Льюис, Кларенс Ирвинг (1968);
- Поппер, Карл Раймунд (1974);
- Бланшар, Брэнд[англ.] (1980);
- Сартр, Жан-Поль (1981);
- Марсель, Габриэль (1984);
- Куайн, Уиллард Ван Орман (1986);
- Вригт, Георг Хенрик фон (1989);
- Хартсхорн, Чарльз (1991);
- Айер, Альфред Джулс (1992);
- Рикёр, Поль (1995);
- Вейсс, Пауль[англ.] (1995);
- Гадамер, Ганс Георг (1997);
- Чизхольм, Родерик[англ.] (1997);
- Строусон, Питер Фредерик[англ.] (1998);
- Дэвидсон, Дональд (1999);
- Сейид Хоссейн Наср (2000);
- Грене, Марджори (2002);
- Хинтикка, Яакко (2006);
- Даммит, Майкл Энтони Эрдли (2007);
- Рорти, Ричард (2010).

Планируются к выпуску тома, посвящённые Артуру Данто, Хилари Патнэму и Марте Нуссбаум.